# Faisceau injectif
En mathématiques, un faisceau injectif est un objet injectif (en) d'une catégorie abélienne de faisceaux.
Typiquement, dans la catégorie des faisceaux de groupes abéliens sur un espace topologique {\displaystyle X} fixé, un faisceau {\displaystyle I} est dit injectif lorsque, pour tout sous-faisceau {\displaystyle A} d'un faisceau {\displaystyle B}, tout morphisme injectif de {\displaystyle A} dans {\displaystyle I} se prolonge en un morphisme de {\displaystyle B} dans {\displaystyle I}. Autrement dit, le foncteur (contravariant) exact à gauche {\displaystyle Hom_{Faisc(X)}(\_,I)} est exact.

## Propriétés
Lemme — Tout faisceau {\displaystyle F} de groupes abéliens sur {\displaystyle X} se plonge dans un faisceau injectif de groupes abéliens.
On en déduit immédiatement :

## Preuve du lemme
- Pour tout point {\displaystyle x} de {\displaystyle X}, il existe un plongement de la fibre {\displaystyle F_{x}} dans un groupe abélien injectif {\displaystyle I_{x}}. Considérons le préfaisceau (qui est un faisceau) appelé faisceau gratte-ciel {\displaystyle I(x)} et défini par :{\displaystyle I(x)(U)={\begin{cases}I_{x}&{\text{si}}\quad x\in U\\0&{\text{sinon.}}\end{cases}}} Alternativement, si {\displaystyle \{x\}} est fermé dans {\displaystyle X} alors {\displaystyle I(x)={i_{x}}_{*}I_{x}} avec {\displaystyle \{x\}{\stackrel {i_{x}}{\hookrightarrow }}X} (plus généralement, {\displaystyle I(x)={i_{\overline {\{x\}}}}_{*}I_{x}}).

Pour tout faisceau {\displaystyle A} de groupes abéliens, on a {\displaystyle Hom_{Faisc(X)}(A,I(x))\cong Hom_{\mathbb {Z} }(A_{x},I_{x})}. Il s'ensuit que {\displaystyle I(x)} est un faisceau injectif.
- Le produit de faisceaux injectifs est un faisceau injectif. L'application naturelle{\displaystyle F\to I^{0}:=\prod _{x\in X}I(x)}est un monomorphisme de {\displaystyle F} dans un faisceau injectif.